# Purenleon parallelus
Purenleon parallelus är en insektsart som först beskrevs av Banks 1935.  Purenleon parallelus ingår i släktet Purenleon och familjen myrlejonsländor. Inga underarter finns listade i Catalogue of Life.